# Vocabulaire du lojban
Pour un article plus général, voir Lojban.
Le vocabulaire du lojban est conçu pour qu'une analyse morphologique formelle soit toujours possible : même sans en connaître le sens, il est toujours possible de séquencer un énoncé en mot (en s'appuyant notamment sur les accents et les arrêts vocaliques), et il est toujours possible de déterminer la classe grammaticale d'un mot inconnu.
Il y a trois classes principales de mots, et quatre unités d'analyse morphologique, qui se distinguent par leur morphologie :
1. Les  cmene, les noms propres. Un nom propre doit toujours se terminer par une consonne (ou plus), et donc être suivi d'une pause marquant la fin du mot (notée par un point).
2. Les cmavo qui sont des petits mots grammaticaux jouant des rôles divers. Un cmavo se caractérise morphologiquement par le fait qu'il se termine par une voyelle, et ne contient jamais de double consonne.
3. Les brivla, noms de relation, correspondant aux noms communs et aux verbes, les deux classes étant assimilées en lojban. Un brivla se caractérise par le fait qu'il se termine par une voyelle et contient toujours une paire de consonnes dans les cinq premières lettres (sans compter y et apostrophes). Ils ont toujours au moins deux syllabes, et portent l'accent sur l'avant-dernière syllabe[2].
4. De plus, pour la formation des mots composés lujvo, des « formes recombinantes » (rafsi) sont attribuées à certains des brivla (racines) et de certains cmavo[3],[4].

Suivant leur origine, il existe trois catégories de brivla, qui peuvent se distinguer par leur morphologie : 
1. les gismu, les mots racines qui permettent de construire les autres brivla ;
2. les lujvo (mots composés), composition de brivla ;
3. les fu’ivla (mot étranger importé), des mots issus de langues naturelles, lojbanisés.

Cependant, ces trois types de brivla jouent exactement le même rôle dans la grammaire du lojban.

## Mots grammaticaux -cmavo
Les mots grammaticaux sont des cmavo, prédicat lojban signifiant « être un mot structurel (de classe x2) ».
Le cmavo en lojban peut normalement être de l'une des quatre forme V, CV, VV ou CVV.
Les cmavo comportant deux voyelles se prononcent en deux syllabes et sont normalement accentués sur la première ; ceux d'une syllabe peuvent ou non être accentués au choix du locuteur (et le plus souvent ne le sont pas).
Les cmavo sont regroupés par séries grammaticales, les selma'o.
Ce sont des groupes de termes grammaticaux, qui remplissent une même fonction, donc interchangeables pour ce qui est de l'analyse grammaticale. La grammaire lojban identifie 122 selma'o différents, comprenant au total près d'un millier de mots grammaticaux, ce qui reflète la richesse et la finesse de la grammaire lojban. L'usage lojban, notamment dans les dictionnaires et les grammaires, est de désigner un selma'o par l'un de ses membres (généralement le premier alphabétiquement) mis en majuscule (le h minuscule remplaçant alors l'apostrophe).
NB : Ce terme lojban selma'o est évidemment régulier, et s'analyse comme se,l,ma'o, où ma'o est la réduction de cmavo, et se (lui-même un cmavo) inverse la relation des deux premiers termes de son prédicat (un 'l' intercalaire sans sémantique, fonctionnant comme un trait d'union, est ajouté  pour que les cinq premières lettres du mot comprennent une consonne double). Là où « X cmavo » signifie que X est un cmavo, et « X cmavo Y » signifie plus précisément que X est un cmavo de classe grammaticale Y, la relation inversée « Y selma'o X » signifie que Y est la classe grammaticale à laquelle appartient X - et donc le prédicat réduit « Y selma'o » signifie que Y est une classe de termes grammaticaux.
Certains cmavo possèdent des rafsi, qui peuvent aider à convertir un tanru (séquence de brivla) en un lujvo:
ve detri → veldetri
se ke cpacu djica → selkemcpadji

## Racines -gismu
Les 1350 gismu (mot racine exprimant une relation) constituent le vocabulaire de base, ce qui est un nombre relativement faible par rapport à la langue française. Théoriquement, en apprenant que ces mots racines, ainsi que leurs formes et certains grands cmavo (mots-structures), il est possible de communiquer efficacement en lojban.
Leur forme est toujours CVCCV ou CCVCV, où C est une consonne et V une voyelle, sachant qu’il y a des paires de consonnes interdites.
Ils ont été choisis ou ajoutés comme mots racines parce qu'ils :
- représentent des concepts basiques,
- représentent des concepts dont l'utilisation est tout aussi fréquente dans des langages différents,
- sont utiles dans la construction de mots plus complexes, ou
- représentent des concepts grammaticaux fondamentaux du Lojban[3].

Selon Robin Turner, la création a été réalisée par ordinateur, algorithmiquement.
Presque tous les gismu du lojban ont été construits en partant de morceaux de mots tirés d’autres langues, plus spécifiquement le chinois, l’hindi, l’anglais, l’espagnol, le russe et l’arabe (les six langues naturelles les plus parlées).
Pour un concept donné, le ou les mots correspondants dans ces six langues ont été transposés dans la phonétique lojban. Le choix a été en principe fait de manière à maximiser la facilité qu’auront les locuteurs des six langues à le reconnaître, en introduisant des pondérations reflétant le nombre de locuteurs de chacune de ces six langues.
Le gismu a ensuite été transformé pour être mis sous forme canonique CVCCV ou CCVCV, sachant qu'en principe deux gismu ne se distinguent jamais par la voyelle finale (c'est-à-dire que les quatre premières lettres suffisent à identifier le gismu) :
Un gismu (mot racine) se caractérise par le fait qu'il a exactement cinq lettres, il commence par une consonne et se termine par une voyelle, contient toujours une paire de consonne, et est formé de deux syllabes (dont la première est donc accentuée). Si la double consonne est à l'initiale, elle doit faire partie des 48 paires admissibles comme initiales.
Le résultat est parfois encore reconnaissable, par exemple pour rokci rappelant l'anglais rock, ou cmalu l'allemand shmall ; mais c'est au mieux un aide-mémoire pour qui connaît l'origine du terme, et il n'est généralement pas possible de deviner la signification d'un gismu inconnu.

## Mots composés -lujvo
Le mécanisme de base pour étendre le vocabulaire ou spécifier la sémantique est de superposer deux brivla (mots prédicatifs), le premier modifiant la sémantique du second. Cette construction prend le nom de « métaphore » ou tanru (racine qui désigne la relation entre la nouvelle métaphore et ses mots composés). Par exemple, à partir des deux racines patfu (être père de) et mamta (être mère de), la superposition mamta patfu désignera un père maternel, donc (probablement) la relation correspondant au grand-père maternel (père de la mère). La construction par simple métaphore est nécessairement ambigüe ; dans tous les cas la construction désigne un père, mais suivant le contexte, mamta patfu peut aussi bien désigner un père qui (par certains aspects) peut en même temps être qualifié de mère, par exemple un « père-poule ».
Lorsque le concept établi par métaphore est suffisamment important ou fréquent, il devient souhaitable de lui assigner un mot particulier (brivla) et un sens précis. Un lujvo (racine signifiant « mot composé », inspirée irrégulièrement de  pluja>luj : complexe, et valsi>vo : mot) est ainsi formé conventionnellement par la concaténation de racines, que l'on retrouve sous forme pleine (gismu) ou abrégée (rafsi), ou éventuellement de termes grammaticaux (cmavo). La formation du lujvo nécessite également de lui attribuer un sens précis (contrairement à la métaphore qui peut être ambigüe), et de préciser le sens de ses compléments positionnels (qui contrairement au cas du tandu peuvent être différents de ceux du terme final).
Le mot composé (lijvo) assigné à une métaphore (tanru) est construit par la concaténation de blocs élémentaires qui représentent les racines (gismu). Ces blocs d'assemblage sont appelés rafsi (forme recombinante) en lojban. Toute racine dispose de deux à cinq formes recombinantes :
- En cinq lettres (et deux syllabes), la forme pleine de la racine elle-même ;
- En quatre lettres (et une syllabe), la racine privée de sa consonne finale ;
- En trois lettres (et une syllabe), une racine peut en outre avoir une forme abrégée (au plus) de chacun des types CVC-; CCV- ou CVV-.

Bien que techniquement toutes ces formes soient des formes recombinantes, seules les formes irrégulières en trois lettres sont données par les dictionnaires sous la rubrique rafsi. Dans l'exemple précédent, mamta a mam pour rafsi, et patfu a paf ou pa'u comme rafsi irréguliers.
Le néologisme doit respecter les règles morphologiques des mots prédicatifs (brivla), c'est-à-dire qu'il doit se terminer par une voyelle et contient toujours une paire de consonnes dans les cinq premières lettres (sans compter y et apostrophes).
Dans cette concaténation, un y intercalaire (qui ne compte pas pour réterminer l'accent) est inséré dans les groupes de consonnes qui seraient autrement illicites ou induiraient une séparation de mot, et inversement, un r (ou à défaut un n) est inséré lorsqu'une forme rafsi de type CVV se rattacherait au reste du mot composé sans créer de paire de consonne.
Ceci étant dit, n'importe quelle choix de forme recombinante est une solution valide pour représenter le mot composé, à condition que les formes des mots prédicatifs soient respectées (doit se terminer par une voyelle et contient toujours une paire de consonnes dans les cinq premières lettres).
Ainsi, le concept précédent de grand-père maternel peut s'exprimer par :
|       | mamta       | mamt-        | mam-      |
| patfu | mamta.patfu | mamt.y.patfu | mam.patfu |
| pa'u  | mamta.pa'u  | mamt.y.pa'u  | mam.pa'u  |

Et le concept symétrique de grand-mère paternelle pourra s'exprimer par :
|       | patfu       | patf-         | paf-       | pa'u          |
| mamta | patfu.mamta | patf.y.mamta. | paf.mamta. | pa'u.r.mamta. |

En pratique, il est évidemment sans intérêt d'utiliser des formes recombinantes qui ne permettent pas de réduire le mot composé ; et seules les formes les plus courtes (ici, ce serait mampa'u et pafmamta) sont données par le dictionnaire, même si les autres formes seraient tout autant valides et sémantiquement équivalentes.

## Importations de mots -fu'ivla
Un fu'ivla (mot importé - de fukpi>fu'i : copie, et valsi>vla : mot) peut être formé sur la base phonétique de mots étrangers, à condition de se conformer aux règles de formation des brivla : il doit comprendre un groupe d'au moins deux consonnes dans les cinq premières lettres, dont les paires doivent être toutes admissibles ; il doit se terminer par une voyelle (ou plusieurs) ; et il ne doit pas pouvoir se confondre avec un gismu, un lujvo, ou toute combinaison de cmavo, gismu ou lujvo.
En outre, un fu'ivla auquel ou aurait rajouté un cmavo (mot grammatical) de type CV ne doit pas pouvoir se confondre avec un lujvo (mot composé) : c'est le test dit du slinku'i.
Les mots importés en lojban peuvent présenter en quatre degrés d'incorporation, suivant qu'ils sont plus ou moins conformes aux règles de la langue.

### Premier stade
Le premier stade pour utiliser le mot "spaghetti" en lojban est d'encapsuler le terme, ce qui demande deux mécanismes particuliers pour produire quelque chose de morphologiquement et syntaxiquement correct :
me la’o ly. spaghetti .ly. soit, structurellement, en soulignant les délimiteurs : me ( la’o [ ly.  « spaghetti »  .ly. ] )
- Le terme la'o permet d'énoncer ou d'écrire des choses qui ne relèvent pas du lojban, avec pour effet de les mettre entre guillemets (et donc de créer un terme). Il permet de citer ici "spaghetti" sans risquer de faire dérailler l'analyse morphologique. Il est suivi en premier argument d'un mot lojban quelconque, qui fera fonction de délimiteur (ici, 'ly.') et ouvre la citation, et d'une pause (marquée par un point) ; en second argument d'un énoncé quelconque ne contenant pas ce délimiteur ; et en troisième argument d'une nouvelle pause et du délimiteur fermant la citation[14].
- Ensuite, me est un mot grammatical qui donne le type d'une relation à son argument ("spaghetti", qui désigne le mot lui-même qui se dit et non la chose qui se mange). Après ce déréférencement, le résultat s'interprète donc comme désignant la relation « x1 est une quantité de spaghetti »[15], parce qu'un nom de relation peut toujours servir à caractériser un premier argument x1.

Avec ce mécanisme, n'importe quelle expression peut être utilisée comme nom de relation en lojban, au prix de cinq syllabes supplémentaires. Ce mécanisme est en particulier utile quand maintenir l'orthographe initiale est nécessaire, par exemple en taxinomie.
Il convient de noter qu'une étape «hybride» est parfois établi. Dans ce cas, la phrase ci-dessus devra être modifiée avec la 'lojbanisation' du mot «spaghetti» pour être phonétiquement correcte pour un lojban  (natif) sans changer la fin du mot. Ainsi, le fu'ivla de niveaux '1.5' pour «spaghetti» sera «me la'o ly. spageti ly.»

### Deuxième stade
Le deuxième stade est de transformer le terme à importer pour en faire un cmene (nom propre) conforme à la morphologie du lojban. L'exigence syntaxique est ici que un nom propre doit toujours se terminer par une consonne (ou plus), et donc être suivi d'une pause marquant la fin du mot (notée par un point). Ici, on aurait le choix soit de supprimer la dernière voyelle (spaget.), soit de rajouter une consonne, le 's' paraissant ici naturel. De plus, d'éventuelles consonnes consécutives doivent former des paires admissibles.
me la spagetis.
Ici encore, la spagetis. désigne le nom propre lui-même, qui doit être déréférencé par me pour pouvoir être utilisé comme nom de relation. Le stade deux ne demande que deux syllabes supplémentaires. C'est une solution qui permet d'importer rapidement un terme étranger.

### Troisième stade
Le troisième stade consiste à rectifier encore plus le terme à importer, pour en faire formellement un mot composé (lujvo) dont le deuxième terme est un fu’ivla (mot importé), ce qui rend l'ensemble conforme à la morphologie des brivla (noms de relation). 
À ce stade, le sens du terme est précisé par un préfixe, parce que les mots des langues naturelles sont souvent polysémiques, et que le terme lojban ne peut avoir qu'une définition ; suivi d'une consonne trait d'union pour garantir que le résultat ne sera pas coupé en deux mots par l'analyse morphologique :
« cidj,r,spagEti », ou encore « dja,r,spagEti ».
On peut ainsi désigner la nourriture-spaghetti (cidja > cidj-, dja-), sans avoir à analyser trop finement à ce stade la forme du mot importé : le préfixe assure à la fois que le résultat est conforme à la morphologie des brivla que le mot sera reconnu comme composé (lujvo) et ne pourra pas se déliter en plusieurs mots ; et l'accent sur l'avant-dernière syllabe permet de situer la fin du fu’ivla (mot importé) sans ambiguïté. Pour garantir que le mot sera toujours reconnu comme composé, le préfixe doit être pris sous forme longue de quatre lettres, mais éventuellement la forme courte peut donner comme ici le même résultat. Ce stade demande cependant encore une syllabe supplémentaire, et présente des groupes de consonnes souvent rébarbatifs.

### Quatrième stade
Le quatrième stade est de choisir pour le fu’ivla (mot importé) une forme qui lui permettra de se passer de son préfixe et être utilisé comme un terme autonome, sous une forme qui doit être la plus courte possible. Le problème à ce stade est d'assurer que la forme sera identifiable comme un fu’ivla (mot importé) par l'analyse morphologique, quel que soit son point d'emploi, sans être confondu avec un mot composé : la forme ne doit pas se confondre avec une racine ou un mot composé, ou une combinaison de ceux-ci, et ne doit pas non plus prendre la forme d'un mot composé quand il est préfixé par un mot grammatical de forme CV. Créer un fu’ivla (mot importé) intégré à ce point à la langue suppose de soumettre la forme à des tests complexes, et ne peut être entrepris qu'avec prudence et par quelqu'un de compétent.
Morphologiquement, pour être reconnu comme un brivla, le terme doit avoir au moins deux syllabes, se terminer par une voyelle, et contenir une paire de consonnes dans les cinq premières lettres (sans compter y et apostrophes). C'est bien le cas pour spageti.
Mais pourrait-il se confondre avec un lujvo (mot composé) dans l'un de ses emplois ?
Ici, par exemple, spageti pourrait se comprendre comme spa,geti, un mot composé de spa- (spati, la plante), mais la suite "geti" n'a pas la forme d'un nom plein (brivla), ni la forme d'un mot composé (lujvo) : l'hypothèse d'un préfixe spa- n'est donc pas tenable. De même, préfixé par un mot de forme CV, le mot composé ne pourrait pas se comprendre ni comme CVsp,a..., ni comme CVs,pag,e... parce que les termes d'une composition ne peuvent pas commencer par une voyelle. spageti est donc nécessairement un brivla non composé, et comme il n'a pas cinq lettres, c'est nécessairement un fu’ivla (mot importé).
Il est possible de changer un fu'ivla en lujvo, avec des principes variant selon les lojbanistes. Les partisans notables de cette variante sont Pierre Abbat et Jorge Llambias. Voici quelques comparaisons de leurs méthodes tirées de la mailing liste lojban (à partir de Juillet 2007):
me'andi + skari
me'andyska (Abbat)
me'andi'yska (Llambías)
gurnrtefi + nanba
gurnrtefynanba (Abbat)
gurnrtefi'ynanba (Llambías)
mikri + enri
miky'enri (Abbat)
miky'enri (Llambías)

## Noms propres -cmene
Les règles de transformation d'un nom propre en lojban sont globalement assez souples, mais comprennent quelques règles spéciales destinées à éviter les erreurs de séquencement de mots dans l'analyse morphologique.
Un cmene (racine qualifiant la manière propre de désigner un objet) doit toujours se terminer par une consonne (ou plus), et donc être suivi d'une pause marquant la fin du mot (notée par un point). Chaque paire de consonne éventuelle doit être une paire admissible. En outre, s'il commence par une voyelle, il est également précédé d'un point.
Ils sont principalement utilisés pour désigner les noms de choses (y compris les personnes) à travers une description ou adresse directe (cf. noms propres). Ils peuvent être sous toutes les formes tant qu'ils se terminent par une consonne. La pratique par laquelle les noms dans les langues naturelles sont modifiés pour être utilisés en lojban est connue comme la «lojbanization».
la .bionses.nolz., (une lojbanisation possible du nom de «Beyoncé Knowles»)
La translittération peut inclure un y sans qu'il soit nécessairement interprété comme un signe de trait d'union, et la syllabe accentuée est en majuscule si ce n'est pas la pénultième.